# Орган (Њу Мексико)
Орган (енгл. Organ) насељено је место без административног статуса у америчкој савезној држави Њу Мексико.

## Демографија
По попису из 2010. године број становника је 323.
| Група             | 2000.    | 2010.       |
| Белци             | 0 (0,0%) | 173 (53,6%) |
| Афроамериканци    | 0 (0,0%) | 8 (2,5%)    |
| Азијати           | 0 (0,0%) | 1 (0,3%)    |
| Хиспаноамериканци | 0 (0,0%) | 134 (41,5%) |
| Укупно            | 0        | 323         |